# ریور ریج (لوئیزیانا)
ریور ریج (به انگلیسی: River Ridge) شهری در ایالت لوئیزیانا کشور ایالات متحده آمریکا است که جمعیت آن در سرشماری سال ۲۰۱۰ میلادی، ۱۳٬۴۹۴ نفر بوده‌است.